# Excuse Me Moses
Excuse Me Moses ist eine österreichische Rockband aus Wien.

## Geschichte

### Funkalicious
Gegründet unter dem Namen Funkalicious im Sommer 2000, produzierte die Band 2002 die EP Deduction und veröffentlichte 2004 ihr Album Perfekta, das kurz auf Platz 42 der Ö3 Album-Charts auftauchte. Die Musiker fanden aber mit ihrem Funk-Rock-Stil kein großes Publikum. Im Mai 2005 verließ Schlagzeuger und Gründungsmitglied Gerhard Bergauer die Band, an seine Stelle trat Martin Scheer.

### Excuse Me Moses
Durch die Neudefinition als Excuse Me Moses richtete sich die Gruppe verstärkt an der Rockmusik aus und fand ihre erste öffentliche Erwähnung bei ihrer Teilnahme am Newcomer-Musikcasting Ö3 Soundcheck 2005, wo sie den dritten Platz belegte. Im Zuge der Ö3-Promotion traten sie im Mai 2006 im Vorprogramm eines Konzerts von Bon Jovi und Nickelback in Innsbruck auf.
Ende des Sommers 2006 erschien ihre erste Single Summer Sun, welche von Alexander Kahr produziert und arrangiert wurde. Sie erreichte Platz 33 in der österreichischen Hitparade und blieb fünf Wochen lang in den Charts.
Ein halbes Jahr später kam ihre zweite Single Not In Love Anymore heraus, die es nicht in die Charts schaffte.
Im Sommer des Jahres 2007 platzierte sich die Band mit der Doppelsingle Butterfly Tree/Vital Signs auf Platz 20 der Hitparade.
Ihr erstes Album 1st Last Will veröffentlichten Excuse Me Moses am 15. Juni 2007. Als PR-Aktion spielten die Rocker am Wiener Stephansplatz ein kurzes illegales Konzert von der Ladefläche eines LKW, über das auch in der ORF-Sendung „szene“ berichtet wurde. 1st Last Will stieg auf Platz 13 in die Ö3 Album-Charts ein, in denen es sich 10 Wochen lang halten konnte. Die jüngsten Auftritte vor größerem Publikum absolvierte die Gruppe am Nova Rock Musikfestival im burgenländischen Nickelsdorf sowie am Wiener Donauinselfest.

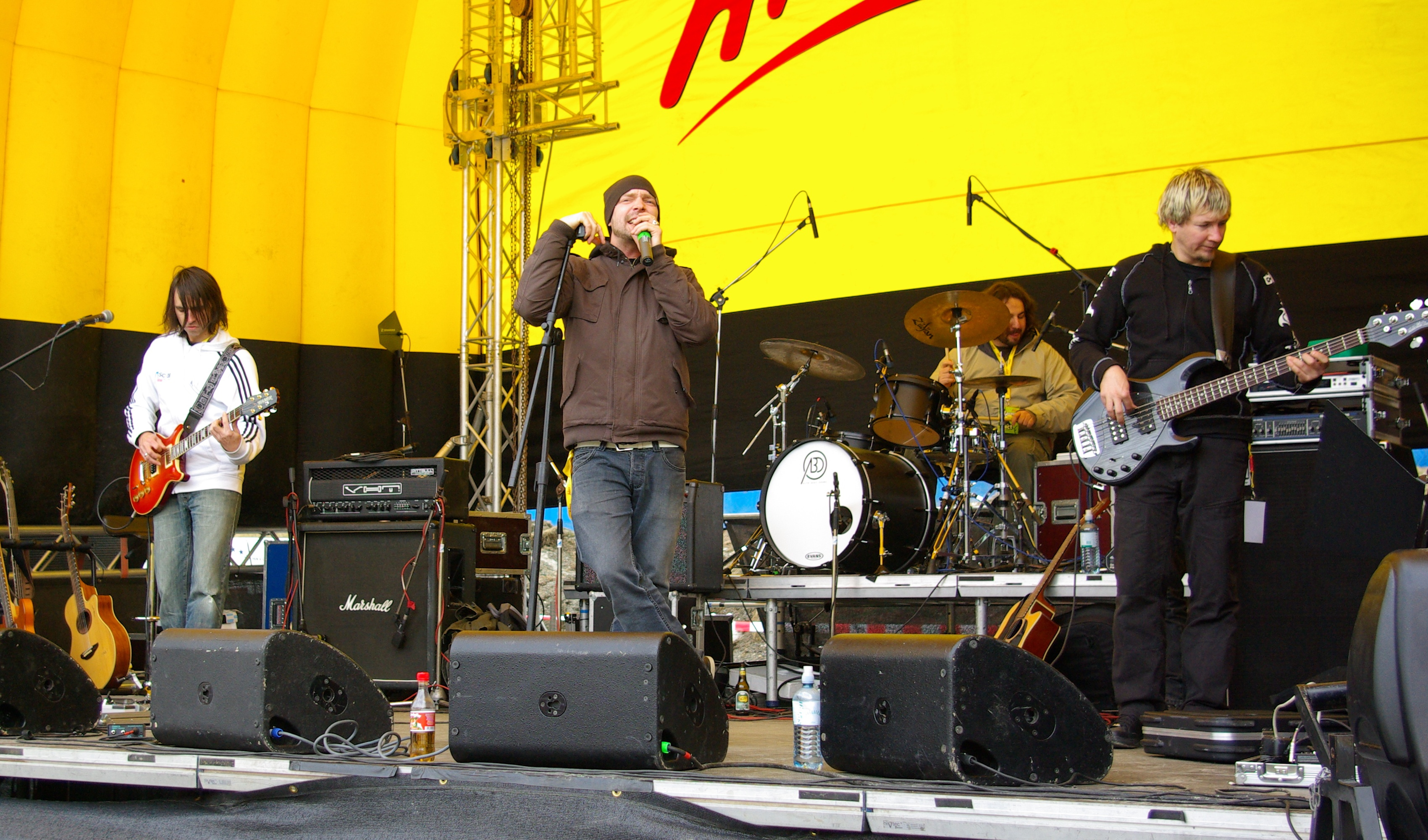
Excuse Me Moses, 28. März 2008

Am 11. Jänner 2008 erschien die neue Single Godzilla Killa (Superhero), die momentan auf keinem Album zu finden ist.
Sie erreichte Platz 48 in der Hitparade.
Eine Urversion des Songs wurde schon auf der EP Deduction veröffentlicht.
Im März 2008 wurde die Single Butterfly Tree für den Amadeus Austrian Music Award in der Kategorie Music-Download des Jahres national nominiert.
Am 25. Juni 2008 wurde Godzilla Killa noch vor dem Auftritt Riihimäki Rock-Festival durch Universal Music Finland auch in Finnland vermarktet. Der Song wurde Soundtrack des Computerspiels Ski Challenge 2008. Im Laufe des Sommers 2008 folgt eine Promotiontour durch Skandinavien sowie eine Veröffentlichung des Debütalbums und eine Österreich-Tournee.
Im Frühjahr 2009 veröffentlichte Excuse Me Moses ihr zweites Album Pole Shift und die zugehörige Single I Wonder.
Herbst 2010 wurde Excuse Me Moses für die Österreichische Vorentscheidung zum Eurovision Song Contest 2011 nominiert.
Im Februar 2013 erfolgte die Veröffentlichung des dritten Studioalbums III produziert von Oliver Pinelli auf dem Indie-Label Global Records in Österreich, Deutschland und der Schweiz. Die erste Singleauskopplung war My Friend.

## Trivia
- Paukner spielte eine Nebenrolle in der TV-Serie Anna & Du als Sänger der fiktiven Death-Metal-Band Killerfuck. Die Serie diente zur Promotion der Band Herbstrock und wurde nur über das österreichische Mobile-TV Angebot von Mai bis Juni 2007 ausgestrahlt. Killerfuck brachten zu dieser Zeit ihre Single Die Mutti Die heraus.
- Die Band spielte in der Falco-Biografie-Verfilmung Falco – Verdammt, wir leben noch! die Rolle der Rockband Drahdiwaberl.

## Diskografie

### Alben
als Funkalicious
- 2002: Deduction (EP)
- 2004: Perfekta

als Excuse Me Moses
- 2007: 1st Last Will
- 2009: Pole Shift
- 2013: III

### Singles
- 2006: Summer Sun
- 2007: Not in Love Anymore
- 2007: Butterfly Tree/Vital Signs
- 2008: Godzilla Killa (Superhero)
- 2008: Speed
- 2009: I Wonder
- 2013: My Friend